# 北京 (伊利諾伊州)
北京（英語：Pekin）为美国伊利诺伊州塔茲韋爾郡县治所在，坐落于伊利诺伊河畔。北京是塔茲韋爾郡的最大城市，属于皮奥里亚都会区的一部分。在2020年美國人口普查时共有31,731人。北京市区的一小部分延伸至皮奥里亚县。北京是在伊利诺伊州芝加哥大都市区之外人口第13多的城市。
据地方志记载，伊利诺伊州「北京」的名称由来是源于1829年，当时该市的创立人之一——内森·克伦威尔 (Nathan Cromwell) 的夫人安·伊丽沙 (Ann Eliza Cromwell) ，觉得该市的位置从地球另一端和中國的北京对应，因此该地得名「北京」（法語：。
北京的东北方向是作为皮奥里亚都会区商业中心之一的东皮奥里亚，有一家好市多进驻。